# زارچنی (شهرستان گافوریسکی، باشقیرستان)
زارچنی (انگلیسی: Zarechny, Gafuriysky District, Republic of Bashkortostan) یک شهرک در شهرستان گافوریسکی استان باشقیرستان کشور روسیه است.